# NGC 80
NGC 80 är en linsformad galax i stjärnbilden Andromeda. Den växelverkar med två andra stavspiralgalaxer, NGC 47 och NGC 68 och upptäcktes den 17 augusti 1828 av John Herschel.

## Fysikaliska egenskaper
NGC 80 klassificeras som en jättelik linsformad galax. Dess kring kärnan omgivande ring, som mätte 5 x 7 bågsekunder i radie, är 7 miljarder år gammal med en äldre stjärnpopulation på 10 miljarder år. Galaxen har också en metallrik, kemiskt distinkt kärna.

## NGC 80-gruppen
NGC 80 är den ljusaste galaxhopen i NGC 80-gruppen, en galaxgrupp uppkallad efter den. Andra galaxer som ingår i gruppen är NGC 79, NGC 81, NGC 83, NGC 85, NGC 86, Arp 65 (NGC 90 och NGC 93), NGC 94, NGC 96, IC 1542 och IC 1546.
Enligt astronomer, som studerade knoppar hos sju medlemmar i NGC 80-gruppen år 2008 med hjälp av BTA-6-teleskopet, upptäcktes att stjärnorna har en uppskattad ålder på mellan 10 och 15 miljarder år. IC 1548 (en annan medlem i NGC 80-gruppen) var dock exceptionell eftersom den visade tecken på nyligen uppkomna stjärnbildningar, med en knopp- och kärnålder beräknad till 3 respektive 1,5 miljarder år. Dessutom har IC 1548 också en tunnliknande gasstruktur som anger att dess interaktion orsakade att den blev en linsformad galax.
Året därpå användes samma teleskop, den här gången för att observera 13 skivgalaxer i gruppen. Av de 13 galaxerna var 9 linsformade. Astronomer fann också att det finns ett fall av pågående stjärnbildning i UCM 0018+2216 och att alla studerade galaxer uppvisade en tvåskiktad stjärnskiva ljusstarkare än MB ca -18.

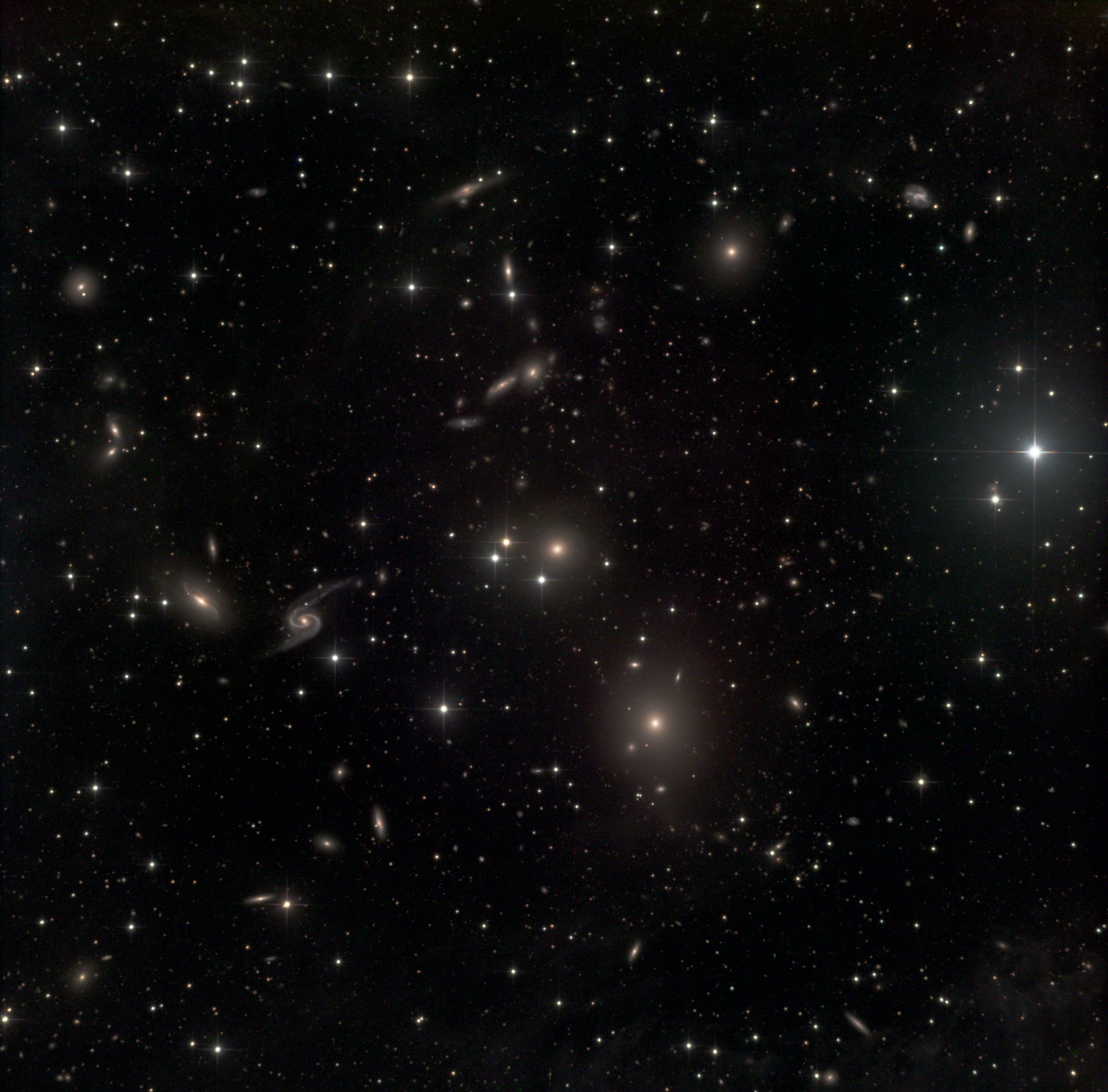
Image of the NGC 80 group taken by amateur astronomers at the Observatory of Saint-Veran.